# Диборан
Дибора́н  — бороводород, химическое соединение водорода и бора с формулой B2H6. Был впервые синтезирован в XIX веке. Представляет собой бесцветный газ с неприятным сладковатым запахом, слегка напоминающим сероводород. Сильно ядовит. При соприкосновении с воздухом может самопроизвольно воспламеняться.

## Получение
Существующие методы получения диборана основаны на взаимодействии галогенидов или алкоксидов бора с донорами гидрид-ионов.
В промышленности диборан получают путём восстановления BF3:
{\displaystyle {\mathsf {2BF_{3}+6NaH\longrightarrow B_{2}H_{6}+6NaF}}}
При получении диборана в лабораторных условиях восстанавливают фторид или хлорид бора:
{\displaystyle {\mathsf {4BCl_{3}+3LiAlH_{4}\longrightarrow 2B_{2}H_{6}+3LiAlCl_{4}}}}
{\displaystyle {\mathsf {4BF_{3}+3NaBH_{4}\longrightarrow 2B_{2}H_{6}+3NaBF_{4}}}}

## Химические свойства
Диборан является сильной кислотой Льюиса, так как способен образовывать комплексы с основаниями (например, с аммиаком).
Диборан взаимодействует с водой. При этом выделяется водород и образуется борная кислота:
{\displaystyle {\mathsf {B_{2}H_{6}+6H_{2}O\longrightarrow 2H_{3}BO_{3}+6H_{2}}}}.
Медленно вступает в реакцию с гидридом алюминия, образуя (тетрагидридоборат алюминия), что позволяет запаковать его в кристаллы для получения водорода:
{\displaystyle {\mathsf {2AlH_{3}+B_{2}H_{6}\ {\xrightarrow {\ }}2Al(BH_{4})_{3}}}},
при 70 ℃ эти кристаллы разлагаются с образованием октадекагидридобората алюминия и выделением диборана:
{\displaystyle {\ce {2Al[BH4]3 -> Al2[B4H18] + B2H6}}}
На воздухе горит зелёным пламенем:
{\displaystyle {\ce {B2H6 + 3O2 -> B2O3 + 3H2O}}}

## Сферы использования
Производные бороводородов применяются в качестве антиоксидантов, катализаторов окисления предельных и ароматических углеводородов в спирты и фенолы, добавки к смазочным маслам.
Диборан в СССР и США изучался для применения в качестве ракетного или авиационного топлива, но применения не нашёл.

## Физиологическое значение
Диборан (B2H6, бороэтан) токсичен, числится в списке сильнодействующих ядовитых веществ, относится к первому классу опасности и в высоких концентрациях обладает ярко выраженным удушающим действием. Также он может поражать центральную нервную систему.
ПДК диборана в воздухе рабочей зоны производственных помещений составляет 0,1 мг/м3 согласно ГОСТ 12.1.005-76.